# 約克鎮圍城戰役
約克鎮圍城戰役（或稱約克鎮戰役）是美國獨立戰爭中的最後一場陸上大型戰鬥，發生於1781年9月28日 – 10月19日。戰役中，羅尚博伯爵帶領的法軍和喬治·華盛頓將軍率領的美軍聯手圍攻困守約克鎮的英軍（由查爾斯·康沃利斯將軍指揮），獲得了決定性的勝利。在康沃利斯的軍隊投降之後（這是英軍主力第二次投降，第一次是柏戈因在薩拉托加戰役後的投降），英國政府決定進行談判並結束這場戰爭。
1780年，5,500名法軍在羅德島登陸，以協助他們的美國盟友進攻被英國所占領的紐約市。兩軍於1781年在紐約市北方會師。法軍指揮官——羅尚博伯爵告訴美軍指揮官——喬治·華盛頓進攻紐約市的行動是幾乎不可能成功的，又由於德·葛拉瑟伯爵才剛於10月時率領艦隊從加勒比海趕來，因此圍攻約克鎮將會使葛拉瑟伯爵率領的法國艦隊，更容易從南方協助進攻。於是，他們決定進攻駐防在約克鎮的康沃利斯以及其麾下僅約9,000人的軍隊。9月初，德·葛拉瑟在切薩皮克灣海戰擊敗了趕來援救康沃利斯的英國艦隊，断绝了康沃利斯從海上脫逃的希望。華盛頓下令法國將軍拉法葉侯爵在他趕到之前務必將康沃利斯圍困在約克鎮，而拉法葉也確實做到了。至9月底，聯軍在陸地上已經徹底封鎖了康沃利斯。
經過了初步的準備之後，聯軍建立了一道壕溝並開始進行砲轟。隨著英軍的抵抗逐漸削弱，華盛頓在10月14日派出兩縱隊，向英軍的9號及10號堡壘發動最後一次的主要攻勢。一列法國縱隊拿下了9號堡壘，而美國的縱隊則攻陷10號。攻下這些堡壘之後，聯軍完成了第二道壕溝。随着聯軍砲火变得愈发猛烈與密集，英軍的情勢開始迅速惡化，康沃利斯于17日提出投降。經過兩天的談判，投降儀式於19日舉行，康沃利斯則宣稱生病而未到現場。法軍在此場戰役中俘虜了約8,000名英軍。美利堅合眾國和大英帝國随后開始進行談判，並於1783年簽訂了巴黎和約。

## 序幕

### 法美合作

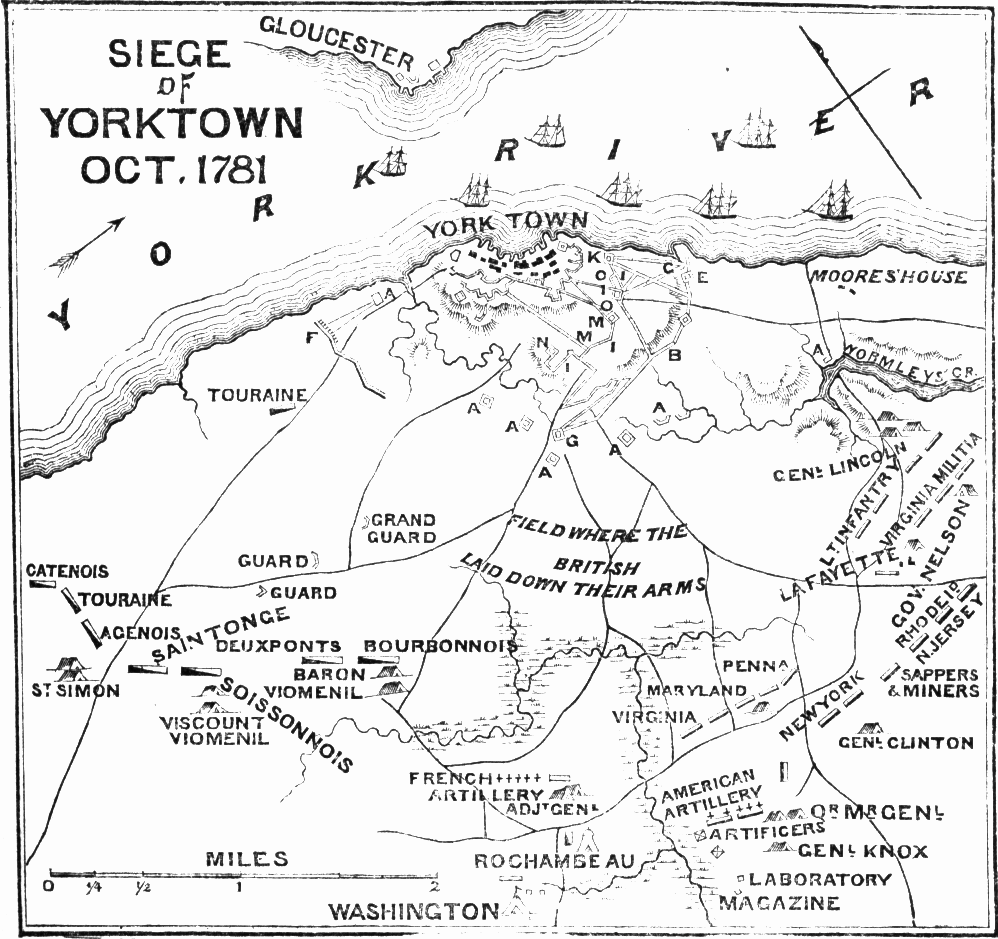
1875年繪製的進攻約克鎮計畫圖。

1780年12月20日，貝內迪克特·阿諾德帶著1500名部隊從紐約起航前往朴次茅斯。在其途中，阿諾德於1781年1月5日至7日期間突襲了里奇蒙，並擊敗了當地的民兵，隨後返回朴次茅斯。早前的1780年7月，德斯特奇斯海軍上將率領5500名士兵抵達新港。由於受到華盛頓及法軍指揮官羅尚博伯爵將軍的激勵下，德斯特奇斯帶著他的艦隊南下，並對阿諾德的軍隊發起了一場海陸兩軍聯合進攻。拉法葉侯爵也與1200人的部隊朝南方的方向前去支援攻勢。 然而，德斯特奇斯卻不願派出太多艦隊，只在剛開始進攻時派出少量艦隊支援。在他們證明這樣做是無效之後，德斯特奇斯才於1781年3月派出一支擁有11艘戰艦的艦隊，但是他們在切薩皮克灣河口為英軍所敗。
3月26日，威廉·菲臘斯少將率領2600名英軍趕來增援阿諾德。在菲利浦抵達後，阿諾德又發起了一次突擊並擊敗民兵，更於4月25日將彼得斯堡的煙草倉庫全數焚毀。緊接著，里奇蒙也幾乎將遭遇同樣的命運，但幸運的是，拉法葉趕到了，英軍見狀便決定撤回彼得斯堡，而不願與其發生大型戰鬥。
5月中旬，查爾斯·康沃利斯與手下的1500名英軍在吉爾福德縣府戰役中損失慘重後，抵達了維吉尼亞州。康沃利斯的上司亨利·柯林頓尚未同意他放棄卡羅萊那地區，但前者相信他所鍾愛的部隊將會輕易的征服整個維吉尼亞。
在康沃利斯的軍隊及其它來自紐約的援軍抵達之後，英軍的數量來到了7200人之眾。 康沃利斯想在返回約克鎮重新整補之前，先將拉法葉的3000人部隊（以及趕來的民兵）趕出這一區域。5月24日，他緊追在拉法葉之後，但拉法葉卻撤出里奇蒙，並聯繫上巴隆·馮·斯托本和安東尼·韋恩所指揮的部隊。康沃利斯並未繼續追趕拉法葉，而是選擇派出奇襲隊，在維吉尼亞中部攻擊糧倉並持續破壞對方運輸部隊直到6月20日才將他們召回。之後，康沃利斯在前往約克鎮的途中，與增強為4500人的拉法葉部隊發生多次前哨戰，最侯才抵達約克鎮並開始修築防禦工事。
7月6日，法軍和美軍在紐約市北方的白原市會師。 雖然羅尚博擁有將近40年的戰場經驗，但他卻從未挑戰過華盛頓的權威，而說出像是告訴華盛頓他是來效力的、不是來指揮的之類的話。
華盛頓和羅尚博商討著要在何處發起聯合攻擊。 華盛頓相信進攻紐約市最佳選擇，因為法美聯軍與英軍的數量比為3：1。羅尚博不同意這項看法，並爭論說德·葛拉瑟海軍上將率領的艦隊從西印度群島前來美國海岸後，正在尋找比紐約更容易進攻的目標。 7月初，華盛頓提議進攻曼哈頓島北部，但是它的部下及羅尚博皆反對此項行動。 華盛頓持續地偵查紐約地區，直到8月14日他收到德·葛拉瑟的信件，上面敘述他帶著29艘戰艦與3200名士兵前往維吉尼亞地區，但是他只會在那裡待到10月14日。 德·葛拉瑟鼓勵華盛頓到南方尋找發動聯合攻擊的新目標。在得知這項消息後，華盛頓終於放棄了攻占紐約的計畫，並開始計畫行軍到南方的維吉尼亞。

### 向維吉尼亞進軍

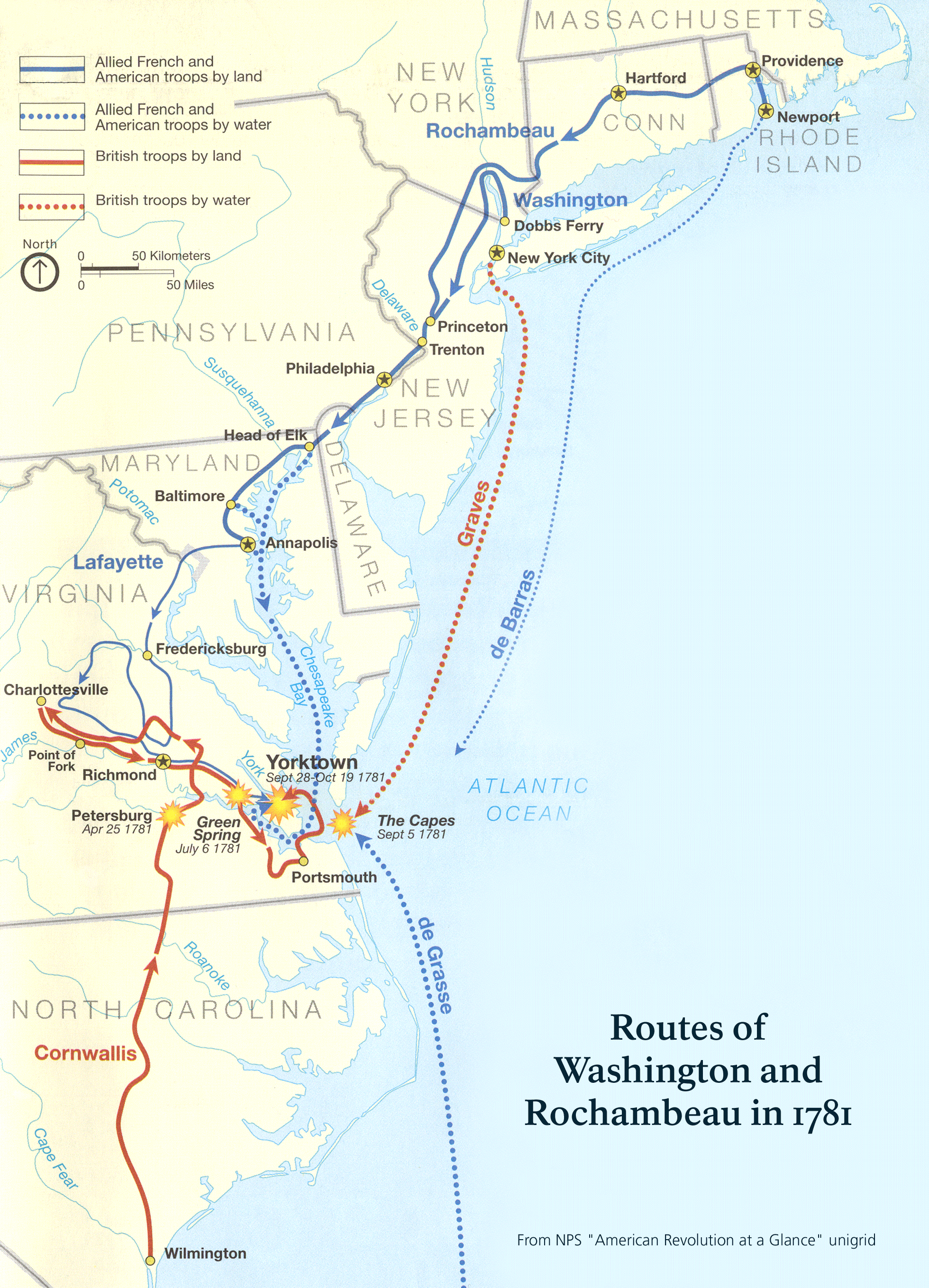
美國國家公園管理局中的地圖顯示了華盛頓及羅尚博進軍路線

喬治·華盛頓將軍和羅尚博伯爵於8月19日開始向約克鎮進軍，其進軍過程又被為顯赫行軍， 於是4000名法軍和3000名美軍便朝著新港的方向前進，而其餘軍隊則負責斷後，並保護哈德遜山谷。華盛頓希望讓其部下完全不知其目的地為何處，並保持絕對機密。 華盛頓運用間諜向柯林頓發出了假消息，使他相信法美聯軍即將向紐約發起大規模的攻擊，而康沃利斯守衛的約克鎮則沒有受圍之危。
9月2日到4日間，法軍及美軍在費城舉行了閱兵式；士兵們在那裡宣誓，在收到一個月的薪晌前，絕不離開馬里蘭，大陸議會也允諾將會給予。9月5日，華盛頓得知德·葛拉瑟的艦隊抵達維吉尼亞海角。德·葛拉瑟麾下的法軍加入並成為拉法葉部隊的一部分，接著他再將美軍送上空運輸船。 華盛頓在前往約克鎮的途中，曾在維農山莊的家待一陣子。
到了八月，柯林頓從紐約派出一支艦隊以攻擊德·葛拉瑟的艦隊，但他和康沃利斯都未查覺這批法國艦隊的數量之大。 英國艦隊在湯瑪斯·葛瑞夫斯的指揮下，於切薩皮克灣海戰中為德·葛拉瑟的艦隊所敗，被迫撤回紐約。9月14日，華盛頓抵達威廉斯堡。

## 圍城

### 起初的行動

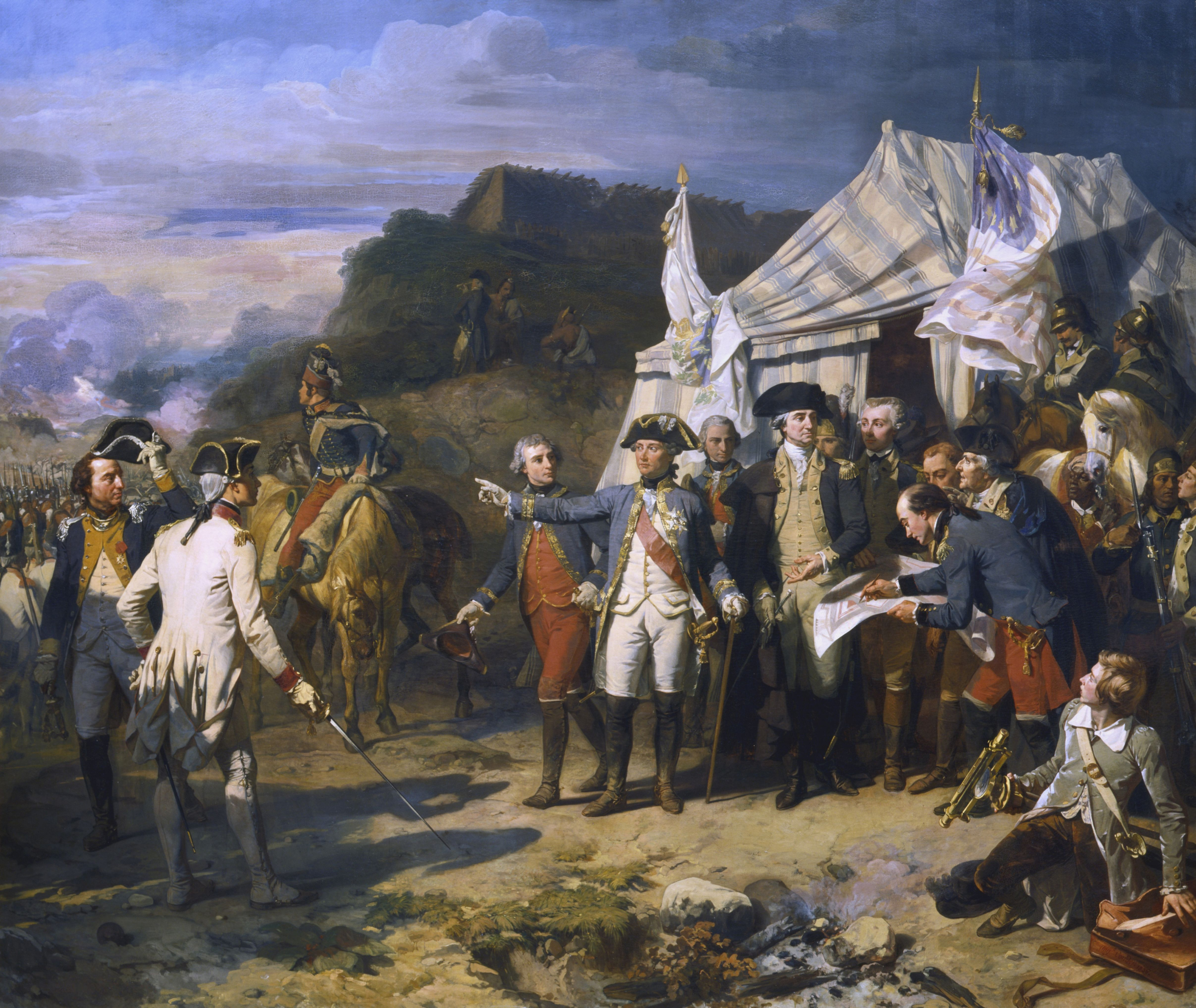
約克鎮圍城戰，奧古斯特·考德於1836年繪製。 羅尚博和華盛頓在戰鬥開打前，下了最後一道命令。

9月26日，運輸船帶著火砲、攻城器及由艾爾克指揮的法國步兵和突擊隊抵達切薩皮克灣北端，這為華盛頓帶來了7800名法軍、3100名民兵及8000名大陸軍。 9月28日清晨，華盛頓指揮部隊從威廉斯堡出發並包圍了約克鎮。 法軍取得了左方的陣地，而美軍則取得了榮譽的右方陣地。 康沃利斯擁有一鏈包含七座堡壘以及由防禦工事相連的砲台群，可用來防衛位於格洛斯特點的狹窄約克河。 這天，華盛頓在偵查過英軍的工事之後，認定他們可以透過連續轟擊來迫使英軍投降。 法軍和美軍度過了28日的夜晚，而工兵團則利用此時建立了通過沼澤的橋梁。一些美軍士兵則狩獵野豬來吃。
9月29日，華盛頓的部隊又更加靠近約克鎮，而英國砲兵也開始砲轟那些步兵。 雖然英軍火砲一整天裡不斷向美軍開砲，但卻只造成輕微的傷亡。在美軍步槍射手的射擊下，黑森獵人便被換了下去。
除了在約克鎮西邊的的燧發槍團堡壘及東邊的9號及10號堡壘外，康沃利斯下令其他部下撤出所有外圍防線。 由於柯林頓寄信給他說一星期內將會有5000人的援軍趕來，於是康沃利斯命令部下占領所有約克鎮周圍的防禦工事，也希望到來的援軍能夠加強防線。 法軍和美軍占領了英軍所放棄的防禦工事之後，也開始在那裡建立他們的砲台。 在擁有了英國外圍防禦工事後，聯軍的工兵開始在其之上設置火砲。他們努力地工作以便加強戰壕強度。 英軍也持續加強他們的防線。
9月30日，法軍進攻英國燧發槍團的堡壘。 法軍在持續兩小時的前哨戰中，遭受一些損失後被擊退。10月1日，聯軍從英軍的逃兵得知英軍為了保存他們的糧食，屠殺了數以百計的馬匹並棄置在海灘上。 美軍陣營將數以千計的樹木砍掉，以用來加強他們的防禦工事。戰壕的準備工作也已開始。
由於聯軍開始將火砲布置在火力範圍內，於是英軍持續砲轟他們。 這時英軍又提升了火力強度，並讓聯軍遭受較嚴重的傷亡。儘管一些官員向他表示敵軍的火力持續增強，華盛頓將軍依然持續探訪前線。10月2日晚間，為了掩護騎兵護送獵食步兵團抵達格洛斯特，英軍發動了一次強大的火力做為掩護。3日，在伯納斯特·塔爾頓指揮下的獵食步兵團衝出，但隨即遭遇了由馬奎斯·德·喬易斯率領的洛贊的軍團及約翰·美瑟的維吉尼亞民兵。英軍的騎兵很快就被擊敗，並退回他們的防線，並損失了50人。
10月5日，華盛頓幾乎已經完成建立第一條戰壕的準備。 是日晚上，工兵和地雷工兵持續地工作，並以濕的沙塊來標記戰壕的路徑。

### 轟擊
10月6日入夜以後，部隊在暴風雨中挖掘第一道戰壕。 華盛頓隆重地用斧頭揮出建立壕溝的第一步。壕溝大約有2,000碼（1,800）之長，從約克鎮一路延伸到約克河。 有一半的壕溝是由法軍所控，而另一半則為美軍控有。在法軍防線北邊的末端處，又另外挖掘了一道壕溝以便砲轟河上的英軍艦隊。 法軍奉命向英軍發起一次佯攻以分散後者的注意力，但是英軍從法軍逃兵口中得知了計畫，並將砲火轉向進攻燧發槍團堡壘的法軍。
10月7日，英軍發現聯軍新的戰壕正好在滑膛槍的範圍外。 在接下來的兩天之內，聯軍成功把大砲拖到戰線上。而英軍看到此狀後，其火力首次減弱。

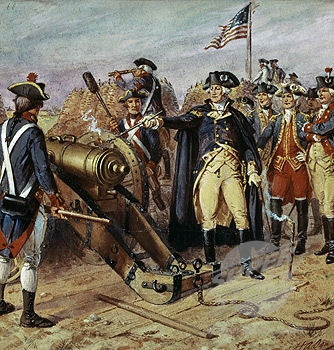
華盛頓發射這場戰役的第一砲。

10月9日，法軍和美軍所有的火砲皆到位。 美軍共有三座二十四磅火砲、三座十八磅火砲、兩座八英吋（203毫米）榴彈砲及六座迫擊砲。下午三點，法軍的槍砲開啟攻勢，並迫使英國護衛艦瓜德羅普島號駛離約克河，以及自行鑿沉來避免被擄獲。下午五點，美軍也開始砲轟。 華盛頓開了象徵的第一砲，而該砲彈正好落在英國軍官的用餐桌上。聯軍的砲火開始摧毀英軍的防線。 華盛頓下令徹夜砲轟，使英軍無法進行維修。 所有在左翼英軍的砲火很快地便沉寂下來。英國士兵開始在破壞他們的帳篷，並且開始大批逃亡。 港口中的英國艦隊也因一些從城市飛過的砲彈所擊傷。
10月10日，美軍在約克鎮發現了一棟大房子。 由於相信康沃利斯就在該處，他們便瞄準它並迅速將其摧毀。康沃利斯在港口內自行鑿沉一打以上的船隻。法軍開始砲轟英軍艦隻，砲轟期間直接命中英國戰艦查隆號，使其起火燃燒後，更延燒到周圍兩三隻船艦。 康沃利斯從柯林頓得到消息，英國艦隊於10月12日離開，但是康沃利斯回應說，他將無法支撐多久。
10月11日晚間，華盛頓命令美軍挖掘第二道戰壕。 雖然這使他們又向英軍戰線推進了400碼（370），但卻不能延伸到河流，因為在那裡有兩個英軍堡壘──9號和10號堡壘。整個夜裡，由於康沃利斯並未發現新的一條戰壕正在挖掘中英軍依舊在原先防線等待。12日曙光乍現前，聯軍部隊都已駐紮在新的戰線上。

### 進攻堡壘

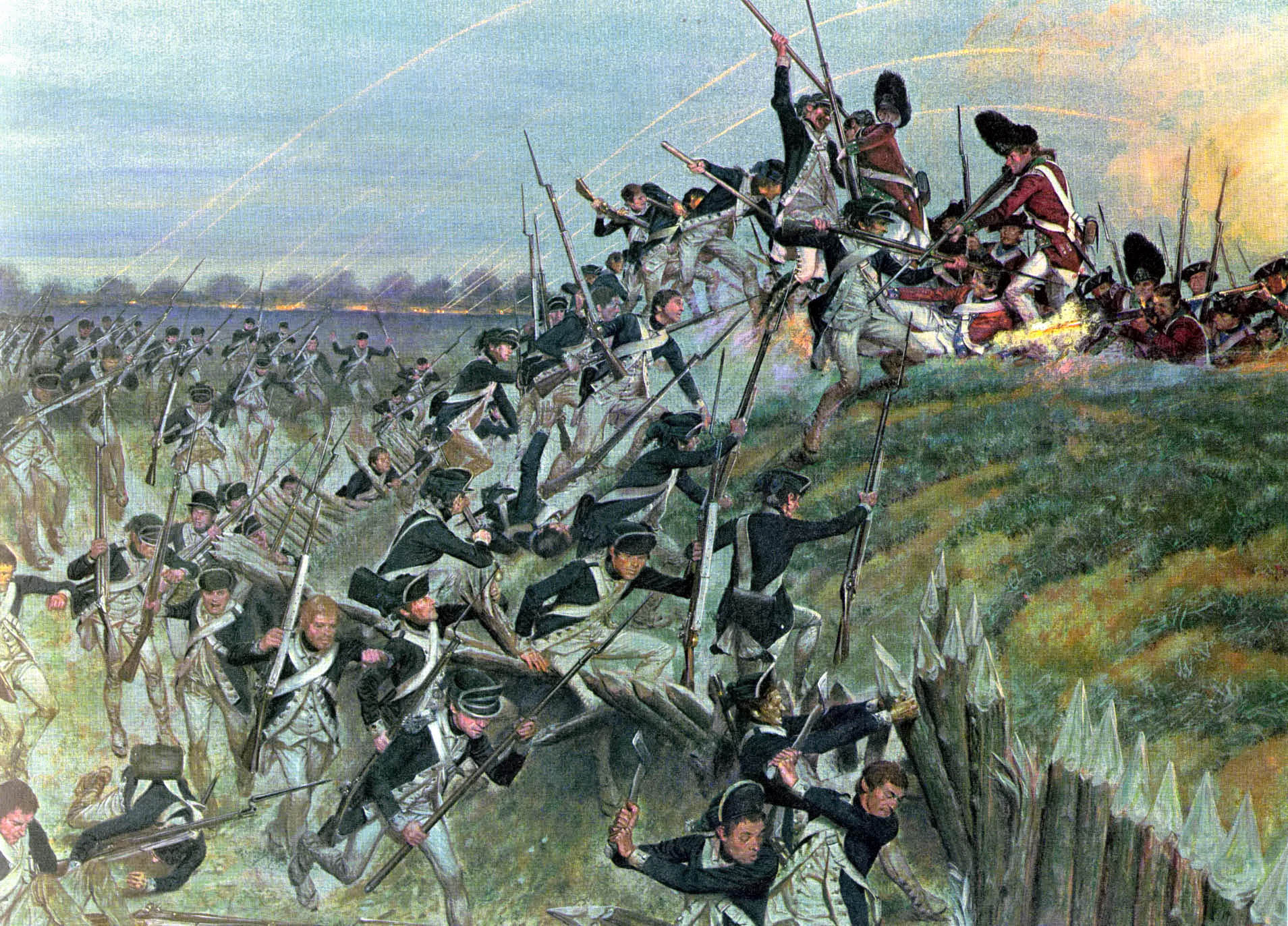
攻陷10號堡壘。

到了10月14日，戰壕與9號和10號堡壘的距離已縮小至150碼（140）。 華盛頓命令所有在火力範圍內的火砲向堡壘轟擊，以減弱接下來突襲時所遭遇的抵抗。 10號堡壘較接近河流且只有70人駐守，而9號堡壘則在距河流0.25英哩的內陸，還有120名英軍與黑森傭兵的防守。 兩座戒備森嚴的堡壘都被距離約25碼處的一排拒木，以及周圍的溝渠和泥濘包圍。 華盛頓制定了計劃，並使法軍向燧發槍團的堡壘發東牽制性的攻擊，半小時後，法軍和美軍將會分別進攻9號及10號堡壘。 9號堡壘將會面臨由威廉·馮·澤威布魯肯所率領之400名法國正規軍的攻擊，而10號堡壘則將面對亞力山大·漢彌爾頓麾下400名輕步兵的進攻。 聯軍在決定要由誰帶頭進攻10號堡壘時發生了小小的爭議：拉法葉提議由他的副官德·吉馬特騎士負責當先鋒，卻遭到漢彌爾頓以高級官員的身分反對。華盛頓則同意給漢彌爾頓指揮這次進攻。

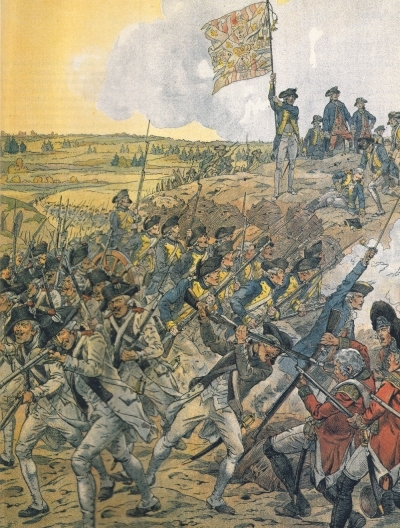
攻陷9號堡壘。

晚間6:30，密集的槍聲拉開了對燧發槍團堡壘迂迴攻擊的序幕。 但卻對在戰線其他區域的英軍來講，這次的行動猶如要準備總攻約克鎮本身一般，令他們十分驚恐。 美軍帶著刺刀向10號堡壘進軍。漢彌爾頓派遣約翰·勞倫斯繞到堡壘後方以避免英軍撤離。 美軍抵達了堡壘，並開始使用斧頭砍破英軍的木製防線。一名英國哨兵呼叫了其他人說遭到襲擊，隨後英軍便向美軍開火。 美軍則帶著刺刀向堡壘衝鋒以作為反擊的回應，砍破了拒木，跨越溝渠，並爬越欄杆進入堡壘。 此時，美軍又從堡壘被轟出的缺口處強行推進。英軍的反擊砲火雖然很強烈，但美軍仍壓倒性地打敗他們。 有名在前線的士兵大喊著：「兄弟們衝啊！堡壘是我們的！」 英軍向美軍扔擲手榴彈但效果不彰。 戰壕裡的美軍士兵站上他們同袍的肩上，以便爬入堡壘內。 刺刀戰鬥清除了在堡壘外頭的英軍且幾乎整個守軍都被俘，其中也包括了堡壘指揮官坎培爾少校。 整個進攻的過程中，美軍損失了9名士兵，並另有25人受傷。
法軍的進襲也在同時展開，但他們卻受阻於無法被大砲火力所摧毀的拒木。 於是法軍開始砍擊這些拒木，同時一名黑森哨兵出現並詢問是誰在那裡。發現沒有任何回應後，該名哨兵便開火，其他在圍欄內的黑森傭兵也一起開火。 法軍立刻發動反擊，隨後向堡壘衝鋒。這些德國士兵趁著法軍正爬越圍牆時衝向他們，但卻遭到其他法軍的截擊並被擊退。 德軍隨後便在一些桶子後方採取防守陣形。但在法軍準備進行刺刀衝鋒時，這些黑森傭兵就放下武器投降了。

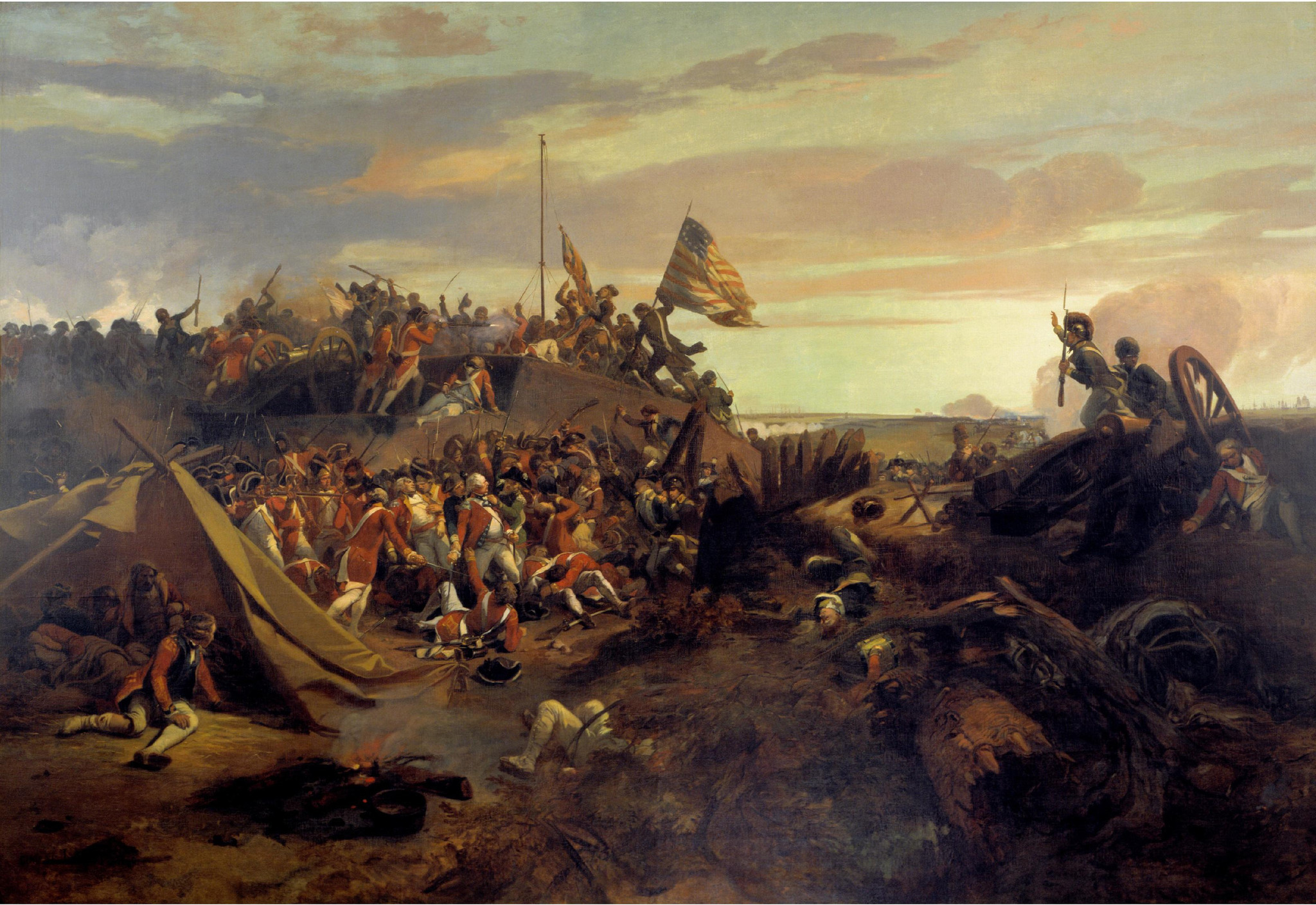
攻陷10號堡壘。

攻佔9號和10號堡壘後，華盛頓的大砲部隊將可從三個方向砲擊約克鎮，且聯軍還將他們部分大砲移入堡壘中。10月15日，康沃利斯將他所有大砲轉向最靠近他們的法美聯軍方位。之後他再命令由羅伯特·阿伯克倫比所指揮的350人突擊部隊攻擊聯軍戰線，以期待能解決美法兩軍的加農砲。 聯軍們睡得很熟且毫無防備。而正當英軍衝鋒時，阿伯克倫比大吼著「勇敢的部下們衝阿，並包開這些雜碎!」 英軍毀壞了部分在戰壕內的加農砲，並擊毀了在未修築完成堡壘中的大砲。 然而，一隊法軍出現並將他們逐出聯軍戰線，趕回約克鎮。英軍毀壞了六門大砲，但到了隔天早上便全數被修復完畢。砲轟又恢復了，這一次，美軍和法軍甚至來了場比賽，看誰能摧毀比較多的敵人防禦工事。
10月16日早晨，又有更多的聯軍火砲運抵戰場，加強了砲轟的火力。 在絕望當中，康沃利斯嘗試將他的部隊從約克鎮跨過約克河和撤退到格洛斯特。 在格洛斯特可突破聯軍的戰線，並可逃到維吉尼亞，之後還可以行軍至紐約。第一波的船隻成功渡過了，但他們準備返回繼續運送更多士兵時，一場暴雨的襲擊使得撤退行動化為烏有。

### 英軍投降

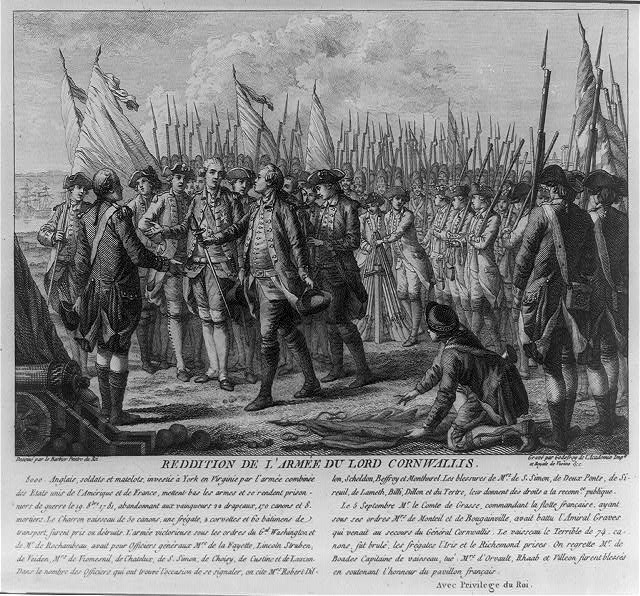
1781年10月19日，康沃利斯在約克鎮投降。

聯軍在獲得新的火砲之後，向約克鎮發射的火力又再度加強，更甚以往。 康沃利斯和其手下討論戰局，並同意他們的情形是絕望的。
10月17日早晨，揮舞著白旗的官員帶著一名鼓手出來。 炮轟停止了，該名官員被矇上雙眼並被帶到聯軍陣營。談判從10月18日開始，英軍派出兩位代表，分別是湯瑪斯·當達斯中校及亞力山大·羅斯少校，美軍代表為約翰·勞倫斯，法軍代表為路易·馬克·安托萬·德·諾阿耶。 為確保聯軍不在最後一刻分崩離析，華盛頓下令給予法軍享有參與移交程序的每一步。
投降條約簽署於1781年10月19日。 所有康沃利斯的部隊皆成為戰俘，但被保證會在美軍營地受到良好的對待，而軍官們在承諾不再參戰後可以被釋放。下午兩點，聯軍進入英軍據點，法軍在左，美軍在右。 英軍和黑森傭兵則行軍於中，而此時英軍的鼓手及吹笛者正奏著「世界上下顛倒了」。英軍在投降前數小時獲分發新的制服，有些士兵摧毀他們的火槍，直到被奧哈拉將軍所阻止。其他人不是全身淋濕就是呈現醉態。 8,000名部隊、214座大砲、數千支火槍、24艘運輸船以及不計其數的馬車與馬匹被俘。
康沃利斯拒絕正式會見華盛頓，同時以生病為由拒絕出席受降典禮。 最後只好由查里斯·奧哈拉准將帶著寶劍去向羅尚博投降。羅尚博搖搖頭並指向華盛頓。 奧哈拉將寶劍獻給華盛頓，但遭後者拒絕，同時華盛頓還示意副官班傑明·林肯 前去接受。 在眾目睽睽之下，英軍一個個走出，並放下手臂走在法美聯軍之間。 此時，駐紮在河另一端的格洛斯特的英軍也隨之投降。

### 傷亡
法軍的受傷及死亡人數分別為194人和60人，而美軍方面則是28人戰死、107人受傷；故總計88人戰死，301人負傷。
英軍的傷亡人數根據官方記載有156人戰死、326人受傷以及70人失蹤。康沃利斯帶著7,087名官兵一起投降，另外還有840名來自約克河上英國艦隊的水手也投降。另有84名戰俘則是在10月16日突襲堡壘時所俘獲的。由於只有70個人被回報為失蹤，所以這暗示了有14名官方“登記”為戰死的人，事實上是被俘的。最後可統計出英軍有142人戰死，326人受傷被俘以及7,685名其他的戰俘。熱羅姆·A·葛林則提出有一份德國文獻卻記載高出許多的數字：309人戰死以及595人受傷。

### 第10項條款的爭議
喬治·華盛頓拒絕接受投降文書中讓美國忠英派能免除罪行的第10項條款，康沃利斯未能在此議題上作出任何努力。「反對第十條項目的呼聲既響亮又及時，因為在大西洋兩岸的美國人都宣稱他們有被背叛的感覺。」

## 結果
五天之後的10月24日，由柯林頓率領的英軍救援艦隊趕到。該艦隊於10月18日救起幾名逃出的皇家士兵，同時他們也告訴湯瑪斯·葛瑞夫斯他們認為康沃利斯可能已經投降。葛瑞夫斯又在海岸邊救起了幾名英軍，他們也證實這件事。葛瑞夫斯看見了法國艦隊，但卻由於其麾下艦隊比法軍少了9艘，而被迫率軍返回紐約。
英軍投降之後，華盛頓派遣泰奇·塔爾葛曼向大陸議會回報勝利。 經過了跋山涉水，他最終抵達了費城，那裡早已為此慶祝多日。華盛頓率軍回師新溫德瑟，並在那駐紮到1783年9月3日的巴黎和約簽訂為止，英美兩國正式地結束戰爭。

## 遺產

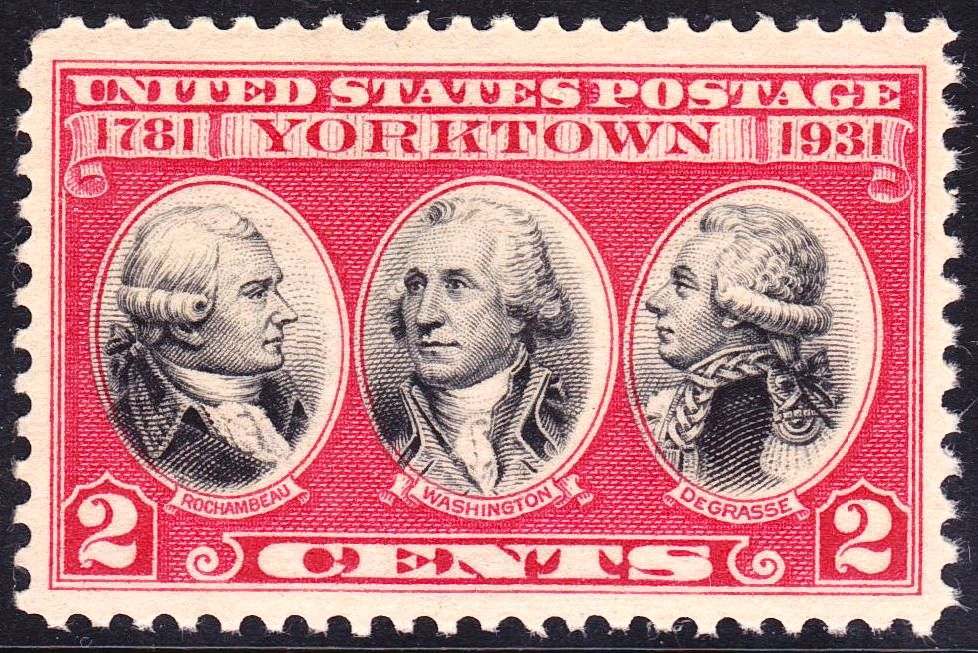
1931年發行的美國郵票，上頭繪有羅尚博伯爵、喬治·華盛頓和德·葛拉瑟伯爵，用來紀念1781年約克鎮的勝利150周年。

1881年10月19日，約克鎮戰役過後的一百週年，舉行了精心儀式。美國海軍的艦隊駛過切薩皮克灣，同時有一道亮光指出，當年華盛頓和拉法葉所布置的圍城砲所在地。切斯特·亞瑟僅在宣誓就職的三十天後──也就是詹姆斯·A·加菲爾德遇刺後──發表他就任總統以來的第一篇演說。其他出席的來賓還有拉法葉、羅尚博、德·葛拉瑟及斯托本的後裔。在典禮結束之時，亞瑟命令大家向英國國旗致敬。
有些人相信康沃利斯將軍的佩劍在查里斯·奧哈拉向華盛頓投降後，一直在白宮展示至今。然而，美國國家公園管理局歷史學家傑洛姆·葛林在他2005年的歷史書《獨立的砲聲》裡同意強生於1881年的記載，當奧哈拉准將把那把劍交給林肯少將時，「他在手中握著它一陣子後，隨即歸還給奧哈拉。」
約克鎮圍城戰役還被德國歷史學稱之為「die Deutsche Schlacht」（德國人的戰鬥），因為黑森傭兵在三個軍隊裡都扮演著重要的角色，在所有的軍隊中總共約佔了三分之一以上。據估計英軍和法軍在約克鎮時，各自擁有超過2500名黑森傭兵，且在華盛頓的軍隊更是包含了超過3000名的德裔美國人。

## 註腳
1. 1 2 3 4 5 6 7 8  Lengel p.337
2. 1 2 3  Greene, p. 307
3. 1 2  Greene, pp. 307-308
4. 1 2  Lengel p.328
5. 1 2 3 4 5 6  Lengel p.329
6. 1 2 3  Lengel p.330
7. ↑  Lengel p.331
8. ↑  Davis p.3
9. ↑  Davis p.14
10. 1 2  Lengel p.332
11. 1 2  Lengel p.333
12. 1 2 3 4  Lengel p.335
13. ↑  Davis p.21
14. ↑  Davis p.36
15. 1 2 3 4  Lengel p.336
16. ↑  保存於法國凡爾賽宮的战争画廊。維吉尼亞州約克鎮的約克鎮國家公園（英语：Colonial National Historical Park）的遊客中心有一幅複製品展示。
17. ↑  Davis p.189
18. ↑  Davis p.193
19. ↑  Davis p.194
20. ↑  Davis p. 195
21. ↑  Davis p.195
22. ↑  Davis p.197
23. ↑  Lengelp.337
24. 1 2  Davis p.199
25. ↑  Davis p.202
26. ↑  Davis p. 202
27. ↑  Davis p.203
28. ↑  Davis p.204
29. 1 2  Davis p.205
30. ↑  Davis p.207
31. 1 2  Davis p.208
32. ↑  Davis p.214
33. 1 2  Davis p.215
34. 1 2  Davis p.216
35. 1 2 3  Davis p.217
36. 1 2  Davis p.218
37. 1 2  Davis p.219
38. ↑  Davis p.221
39. ↑  Davis p.222
40. 1 2 3 4  Davis p.224
41. 1 2  Lengel p.338
42. 1 2 3  Davis p.225
43. 1 2  Lengel p. 339
44. ↑  即尚-約瑟夫·蘇爾巴德·德·吉馬特中校。吉馬特還負責指揮一個大陸軍的輕步兵營。
45. ↑  Davis p.225.
46. ↑  參與進攻10號堡壘的拉法葉輕步兵師的六個輕步兵營當中，有三個營是由漢彌爾頓、吉馬特和約翰·勞倫斯分別指揮。
47. 1 2  Lengel p.340
48. 1 2  Davis p.227
49. 1 2 3  Davis p.228
50. 1 2 3  Davis p.229
51. 1 2 3  Davis p.230
52. ↑  Davis p.232
53. 1 2 3 4  Lengel p.341
54. ↑  Davis p.234
55. 1 2 3  Davis p.235
56. ↑  Davis p.236
57. ↑  Davis p.237
58. ↑  Davis p.255
59. ↑  Fleming p.16
60. 1 2 3 4 5  Lengel p.342
61. ↑  Hibbert p.330
62. 1 2 3  Lengel p.343
63. ↑  Davis p.265
64. ↑  班傑明·林肯曾在查爾斯頓遭受英軍的羞辱。
65. ↑  Davis p.267
66. ↑  Davis p.268
67. ↑  Skemp, Shiela L. (1990) William Franklin Oxford University Press p.253
68. ↑  Fleming p.34
69. ↑  Fleming p.35
70. ↑  Fleming p.21
71. ↑  Fleming p.194
72. ↑  Fleming p.312
73. ↑  Reeves p.253
74. ↑  Johnston, Henry Phelps. The Yorktown Campaign and the Surrender of Cornwallis, 1781 （页面存档备份，存于）. (New York: 1881) page 156; accessed 5 October 2009
75. ↑  Cronau, pp. 243–244

## 外部連結
- 西裔及拉丁裔美洲人在約克鎮戰役中的角色 （页面存档备份，存于）
- 1931年軍事學院的 圍城戰歷史。
- 約克鎮圍城戰役網站
- 約克鎮的投降 （页面存档备份，存于）
- 美國獨立戰爭中的法軍（約翰·卡特·布朗圖書館） （页面存档备份，存于）